# Alexander Wang
Pour les articles homonymes, voir Wang (patronyme).
Alexander Wang est un créateur de mode américain, né selon les sources le 26 décembre 1983 ou le 17 mai 1984 à San Francisco, États-Unis. Il est le fondateur de la marque Alexander Wang, créée en 2005, et a été le directeur artistique de Balenciaga entre 2012 et 2015.
Alexander Wang est notamment connu pour son travail sur les sacs, son article phare.

## Carrière
Après avoir passé les dix-huit premières années de sa vie dans sa Californie natale auprès de sa famille d'origine taïwanaise, où il commence à dessiner des chaussures dès son plus jeune âge et à confectionner des vêtements à l'adolescence, il part étudier le design à la Parsons School de New York, où il collaborera avec Derek Lam ou encore Marc Jacobs et où il fera un stage pour Vogue. Au sein de ce magazine, il fait la connaissance de l'influente Anna Wintour qui devient son mentor. Il abandonne néanmoins ses études dès la deuxième année pour devenir le bras droit de Marc Jacobs et, par la suite, lancer sa propre griffe Alexander Wang en 2005, une ligne de mailles, de pulls en cachemire unisexes,. Deux ans plus tard, il sort sa première collection féminine. En 2005, il a ouvert sa première boutique, dans le quartier de SoHo à New York. Aujourd'hui, il en a ouvert seize dans le monde.
Clairement soutenu par Anna Wintour, il est nommé au Conseil des créateurs de mode américains 2009 dans la catégorie mode féminine, et y gagna le prix du magazine Vogue, 200 000 dollars de financement pour les jeunes créateurs. Il est également parrainé par Diane von Furstenberg et Lagerfeld lui apporte publiquement son soutien.
Alexander Wang possède également une seconde collection de prêt-à-porter sous le nom de T by Alexander Wang, à des prix plus accessibles que sa griffe Alexander Wang, ainsi que des lignes d'accessoires, de vêtements masculins ou de bijoux. L'ensemble de ses activités, qui est géré en famille avec sa sœur et son frère, sa mère, ou sa belle-sœur, réalise plusieurs dizaines de millions de dollars de chiffre d'affaires.
Le 30 novembre 2012, Women’s Wear Daily annonce son arrivée chez Balenciaga comme directeur artistique, pour remplacer Nicolas Ghesquière. Il s'occupe du prêt à porter, des chaussures et des sacs.
Outre ses propres lignes et la création chez Balenciaga, il collabore avec Uniqlo, Gap, les cosmétiques Shiseido, les cafés Starbucks. Mais aussi avec le géant suédois H&M pour sa collection automne-hiver 2014-15, annoncée en plusieurs étapes savamment orchestrées par le marketing depuis le 13 avril 2014, jusqu'à sa présentation au Fort Washington en octobre,. Entièrement à base de pièces de sportswear, elle reste particulièrement remarquée par la presse. La collection est un succès commercial.
Le 31 juillet 2015, le groupe Kering et la maison Balenciaga annoncent le départ d’Alexander Wang à l’issue du défilé de prêt-à-porter féminin printemps/été 2016 le 2 octobre 2015 à Paris ; ce dernier se recentrant sur sa marque qui rencontre le succès